# Nazionale maschile di rugby a 15 di Saint Vincent e Grenadine
La nazionale di rugby XV di Saint Vincent e Grenadine è inclusa nel terzo livello del rugby internazionale.